# 彼女が公爵邸に行った理由
『彼女が公爵邸に行った理由』（かのじょがこうしゃくていにいったりゆう、韓: 그녀가 공작저로 가야 했던 사정、英: THE REASON WHY RAELIANA ENDED UP AT THE DUKE'S MANSION）は、Milchaによる韓国の小説およびこれを原作とする漫画（ウェブトゥーン）作品。韓国ではカカオページで2016年9月19日から2018年6月18日まで小説として発表されたあと、2017年9月3日から2021年3月22日までコミカライズ版が連載された。日本ではピッコマにて小説とコミカライズの日本語版が併せて配信されている。

## 概要
日本でのコミカライズ版は2018年10月26日よりピッコマでの連載がスタートし、2021年5月に完結。2019年12月には、同年度にピッコマで最も読まれた作品を表彰する「ピッコマ BEST OF 2019」において第14位に入賞しており、その後コミカライズ版より遅れる形で原作となる小説版が2020年6月26日より連載された。また、日本語版の連載の際、主人公の名前が日本人名に置き換えられている。

## ストーリー
2015年2月18日、冴えない浪人生として暮らしていた花咲凛子は、志望大学に追加合格したという通知を受けた直後、何者かによって突き落とされ、転落死するという最期を迎える。だが目が覚めると、彼女は自分が生前読んでいたファンタジー小説の世界にいること、そしてその小説の登場人物の一人であるレリアナ・マクミランに転生していることに気付く。小説の中のレリアナは貴族の令嬢であり、しかも婚約者に暗殺される運命にあることを知っていた彼女は、この世界で強い権力を持つチェイモス王国の王位継承者ノアボルステア・ウィンナイトに取引を持ち掛け、6か月間だけ婚約者のふりをしてもらう。かくしてレリアナは、ノアボルステアの婚約者として彼の屋敷で暮らすことになる。

## 登場人物
声の項はテレビアニメ版の声優。

### 主要キャラクター
レリアナ・マクミラン（레리아나 맥밀런）/花咲 凛子（はなさき りんこ）※原語版ではパク・ウナ（박은하）
声 - 宮本侑芽
本作の主人公。前世の頃に大学に受かった矢先に屋上から突き落とされ、自分がかつて読んだことのあるファンタジー小説の世界に転生した。小説では主人公が帰郷するきっかけとなる貴族令嬢という設定であり、婚約者のフレンチに暗殺される運命にあったため、二度目の死を回避すべく、小説の内容の記憶と引き換えに6か月間だけ婚約者のふりをしてもらうという取引をノアボルステアに持ち掛ける。花嫁修業の名目でウィンナイト家に移り住み、当初はあくまで保身のためで後悔に苛まれるほどの苦痛だったが、ノアボルステアと共に時間を過ごしていくうちに、彼に心惹かれるようになる。前世では受験生だったこともあり頭の回転が速く、物事を冷静に分析することができる。少なくとも母と兄がいる。
ノアボルステア・ウィンナイト（노아 벌스테어 윈나이트）
声 - 梅原裕一郎
チェイモス王国の現国王の弟で、第一王位継承者。愛称は「ノア」。その美しい顔立ちと高い身分で、社交界では多くの女性を虜にしている。しかし実際は腹黒な性格であり、衰退した王権の復活を目論む野心家でもある。自身の野望を叶えるため、レリアナから小説に書かれた自身の運命を聞き出す代わりに期間限定で彼女の婚約者となるが、いつしか彼女に興味を抱くようになる。王国内では旧貴族側に立っており、新興貴族に対抗しうる最後の砦として旧貴族から期待を寄せられている。
アダム・テイラー（아담 테일러）
声 - 梅田修一朗
ノアボルステアの側近であり、アルササという少数民族出身の青年。18歳。ノアボルステアがレリアナと期間限定の婚約を交わしたのち、彼女の専属騎士となった。表向きはレリアナの護衛役だが、ノアボルステアがいない場所で不審な行動を起こさないよう監視する役割も担っている。かつてチェイモス王国の少年兵として第一線で戦ったのち、ウィンナイト家に騎士として迎え入れられたという経緯がある。口数が少なく、一切の感情を表に出さないが、レリアナのことは気に入っている模様。剣術に優れており、どんなに絶望的な局面であっても必ず生きて帰ってくることから、周囲の間では伝説となっているが、王国ではアルササが忌み嫌われているため差別を受けることも少なくない。
キース・ウエスタンバーグ（키이스 웨스턴버그）
声 - 土岐隼一
ヒーカー・デミント（히이카 데민트）
声 - 石田彰
ジャスティン・シャマル（저스틴 샤말）
声 - 杉田智和
ビビアン・シャマル（비비안 샤말）
声 - 矢野優美華
レリアナのライバルとして現れる貴族令嬢。美貌を持ち「社交界の女王」と呼ばれている人気者。ノアボルステアに好意を抱いており、これまで積極的なアプローチを繰り返していたが、相手にされないどころかレリアナと婚約したため、彼女に対し敵意を抱き、その後も立場を奪われるなどで憎しみは深まる。非常にプライドが高く、言いたいことははっきりと口に出すタイプ。小説では、ノアボルステアとその婚約者になる主人公の女性との間に割って入り、関係を混乱させる悪女として登場する。
シアトリヒ・ニューリアル・チェイモス（시아트리히 뉴리얼 체이머스）
声 - 諏訪部順一

### マクミラン家の人物
ジョンデーン・マクミラン（존데인 맥밀런）
声 - 金城大和
レリアナの父親。石油事業で成功を収め、男爵の爵位を与えられている。娘のレリアナがノアボルステアとの婚約のためにフレンチとの関係を破棄したため、彼の家であるブルックス家に多額の慰謝料を支払う羽目になった。しかし本人は彼女の幸せのためならばと心から祝福している。温厚な性格で、レリアナとローズマリーを愛している。
ローズマリー・マクミラン（로즈마리 맥밀런）
声 - 近貞月乃
レリアナの妹。愛称は「ローズ」。姉妹仲は非常に良い。明るく素直かつ好奇心旺盛な性格で、家族の中ではムードメーカー的な存在となっている。
エルマ（엘마）
声 - 夏目妃菜
マクミラン家で働く家政婦。主にレリアナの身の回りの世話をしており、彼女とノアボルステアの関係を心配している。料理が得意であり、レリアナに頼まれて彼女が前世で食べていたお菓子を再現してみせるほどの腕前を持つ。

### ウィンナイト家の人物
ニック・マダックス（닉 매덕스）
声 - 安元洋貴
ウィンナイト家に仕える使用人で、ノアボルステアの身の回りの世話をしている。レリアナの美容関連を受け持ち、のちに彼女と友情を築いている。屈強な身体つきをしているが、普段から化粧を施し、女言葉で話す。
ロバート・ウィンナイト（로버트 윈나이트）
アリア・ウィンナイト（아리아 윈나이트）
リノ・ドウェル・ウィンナイト（리노 드웰 윈나이트）
ヒューズ・グローバー（휴즈 그로버）
ウィンナイト家に仕える秘書。

### その他
フレンチ・ブルックス（프렌치 브룩스）
声 - 岸尾だいすけ
レリアナの当初の婚約者であり、侯爵位を持つブルックス家の出身。端正な顔立ちの持ち主ながら性悪な性格で、何人もの女性に金を貢がせている。小説ではレリアナを毒殺したのち傷心しているジョンデーンを丸め込み、マクミラン家を乗っ取ることになっており、彼女の婚約者となったのもマクミラン家の財産を狙ってのことである。だが事前に小説での運命を知っていたレリアナの策略により婚約を破棄されたことで計画を潰され、以降は彼女に対し恨みを抱くようになり、彼女を拉致したりする。過去にソフィーを死に追いやったことで、その兄であるジェイクに弱みを握られている。
ジェイク・ラングストン（제이크 랭스턴）
声 - 吉野裕行
マクミラン家の財産に目を付け、フレンチをレリアナの婚約者となるよう仕向けた張本人。妹のソフィーがフレンチともみ合いになって死んだ場面を目撃しており、その件をネタにして彼をゆすっている。冷酷な性格で、金のためなら手段をいとわない卑劣漢。
ソフィー・ラングストン（소피 랭스턴）
ジェイクの妹で故人。フレンチに言葉巧みに騙され、借金を重ねてまでして金を貢いでいた。しかし、これ以上金を出せないと知ったフレンチに別れを切り出されたことで、ナイフでの自殺を試みて彼ともみ合いになった末、ナイフが喉に刺さり死亡する。

## 用語
チェイモス王国
レリアナの転生先であり、彼女が前世で読んでいたファンタジー小説に登場する国。科学技術の発展や資本主義の台頭などの理由で、王権が著しく衰退している。加えてマクミラン家などの新興貴族と旧貴族のあいだで利権争いが激化しており、混沌とした状態が続いている。また、法律を定める際に必要な玉璽が紛失し行方知れずになっているなど問題が多い。かつては少年兵を戦争で活躍させていたが、現在は法律によって禁じられている。
アルササ
チェイモス王国に暮らす少数民族。赤い瞳が特徴で好戦的なこともあり、王国内では野蛮な民族として侮蔑の対象となっている。

## 書籍情報

### 小説（韓国）
| 巻   | ISBN              | 発売日         |
| ---- | ----------------- | -------------- |
| 1    | 979-11-70337-75-1 | 2016年12月28日 |
| 2    | 979-11-70337-76-8 | 2016年12月28日 |
| 3    | 979-11-62686-50-8 | 2017年2月17日  |
| 外伝 | 979-11-70337-75-1 | 2018年8月17日  |

### コミカライズ版
日本ではKADOKAWAよりFLOS COMICレーベルにて刊行された。

#### 各巻リスト
| 巻 | ISBN              | 発売日         | ISBN              | 発売日        |
| -- | ----------------- | -------------- | ----------------- | ------------- |
| 1  | 979-11-97315-68-8 | 2019年7月22日  | 978-4-04-065903-9 | 2019年11月5日 |
| 2  | 979-11-97315-69-5 | 2019年11月25日 | 978-4-04-064296-3 | 2020年3月5日  |
| 3  | 979-11-91363-81-4 | 2020年8月12日  | 978-4-04-064829-3 | 2020年7月3日  |
| 4  | 979-11-97303-81-4 | 2021年1月4日   | 978-4-04-680058-9 | 2020年12月4日 |
| 5  | 979-11-91363-91-3 | 2021年7月28日  | 978-4-04-680423-5 | 2021年5月1日  |
| 6  | 979-11-67770-03-5 | 2021年8月30日  | 978-4-04-681055-7 | 2021年12月3日 |
| 7  | 979-11-67770-16-5 | 2022年1月3日   | 978-4-04-681535-4 | 2022年7月5日  |
| 8  | N/A               | N/A            | 978-4-04-681995-6 | 2022年12月5日 |
| 9  | N/A               | N/A            | 978-4-04-682514-8 | 2023年6月5日  |
| 10 | N/A               | N/A            | 978-4-04-683100-2 | 2023年12月5日 |
| 11 | N/A               | N/A            | 978-4-04-683677-9 | 2024年6月5日  |
| 12 | N/A               | N/A            | 978-4-04-684274-9 | 2024年12月5日 |
| 13 | N/A               | N/A            | 978-4-04-684785-0 | 2025年6月5日  |
| 14 | N/A               | N/A            | 978-4-04-684848-2 | 2025年6月5日  |

## ゲーム
2021年5月28日にSteam、iOS、Android向けのゲームとして配信が開始された。開発・運営元はSHIFT UP。プレイヤーの選択に応じてストーリーが変わるマルチエンディング形式となっており、原作本編からはノアボルステア、アダム、ジャスティンの3名が攻略対象として用意されている。また、原作には登場しない人物と関わるストーリーがあるほか、追加ダウンロードコンテンツとしてヒーカーが登場する「ヒーカーの華麗なる外出」が用意されている。
なお2023年8月現在対応している言語は韓国語のみで、英語と日本語は翻訳作業が完了次第、パッチで追加される予定になっている。

## テレビアニメ
コミカライズの日本語版を原作としたテレビアニメが、2023年4月から6月までAT-Xほかにて放送された。

### スタッフ
- 原作 - Milcha[17]
- 漫画 - Whale[17]
- 監督 - 山元隼一[17]
- シリーズ構成 - 広田光毅[17]
- キャラクターデザイン・総作画監督 - 橋本治奈[17]
- プロップデザイン - 枝松聖[17]
- 美術監督・美術設定 - 加藤賢司[17]
- 色彩設計 - 日比智恵子[17]
- 3DCGディレクター - 渡辺哲也[17]
- 撮影監督 - 船越雄弦[17]
- 編集 - 茶圓一郎[17]
- 音響監督 - えびなやすのり[17]
- 音響効果 - 今野康之
- 音響制作 - グロービジョン[17]
- 音楽 - 井内啓二[17]
- 音楽制作 - ランティス[17]
- プロデューサー - 松永孝之、臼井久人、朴珍海、本多光、礒谷徳知、竹山茂人、内山祐紀、瀬川昇
- アニメーションプロデューサー - 櫻井崇
- アニメーション制作 - 颱風グラフィックス[17]
- 製作 - 「彼女が公爵邸に行った理由」製作委員会

### 主題歌
「SURVIVE」
MindaRynによるオープニングテーマ。作詞・作曲はSACHIKO、編曲は小山寿。
「Always and Forever」
SERRAによるエンディングテーマ。作詞・作曲はSERRA、編曲は河合泰志。
「Fireworks」
MindaRynによる第6話エンディングテーマ。作詞・作曲・編曲はRyu Matsuyama。

### 各話リスト
| 話数     | サブタイトル                   | 脚本     | 絵コンテ     | 演出                  | 作画監督                                                                                                | 初放送日       |
| -------- | ------------------------------ | -------- | ------------ | --------------------- | --- | -------------- |
| 第一話   | 彼女が取引した理由             | 広田光毅 | 山元隼一     | 山元隼一              | 石川慎亮 noroanna Mubon Hyeong Jun Ryu Joong Hyeon Jeon Hyun Jin                                        | 2023年 4月10日 |
| 第二話   | 彼女が契約した理由             | 広田光毅 | 小坂春女     | 又野弘道              | 櫻井拓郎 清水勝祐 永田有香 韓承熙 柳昇希 金慶鎬 姜美愛                                                  | 4月17日        |
| 第三話   | 彼女が花嫁修業した理由         | 村井雄   | 小林一三     | 村田尚樹              | 櫻井拓郎 韓承熙 永田有香 趙杰 張金浩 徐學文 小堤悠香 苗木陽子 河西睦月                                  | 4月24日        |
| 第四話   | 彼女がケンカを買った理由       | 広田光毅 | 西島克彦     | おゆなむ              | 韓承熙 佐藤結花 Park.S.H Kim.J.W Kwon.Y.S Lee.B.S Lee.Y.M                                               | 5月1日         |
| 第五話   | 彼女が連れ去られた理由         | 村井雄   | 滝川和男     | 友田政晴              | 柳昇希 金慶鎬 朴在石 李官雨 光の園・アニメーション 苗木陽子 栗原美樹 藤谷奈美 佐藤大輔                  | 5月8日         |
| 第六話   | 彼女がコスプレした理由         | 広田光毅 | ロマのフ比嘉 | 上薗隆浩 山元隼一     | 丹澤学 錦戸未奈 橋本真希 林田多希 Haavard Skjeggestad Dale 陳潔琼                                       | 5月15日        |
| 第七話   | 彼女がハンカチを渡した理由     | 村井雄   | 小林一三     | 村田尚樹              | 小林一三 櫻井拓郎 韓承熙 柳昇希 金慶鎬 朴在石 李官雨 松乔动画 星月動画 スタジオ・ミュウ 藤谷奈美 李周鉉 | 5月22日        |
| 第八話   | 彼女が神殿に行く理由           | 広田光毅 | 許平康       | 飯村正之 大津良寛     | 4tune                                                                                                   | 5月29日        |
| 第九話   | 彼女が野蛮人と呼ばれた理由     | 広田光毅 | 西島克彦     | 大久保唯男 橋本みつお | 飯塚葉子 佐藤桂                                                                                         | 6月5日         |
| 第十話   | 彼女がおじいちゃんと呼んだ理由 | 村井雄   | 小坂春女     | 上薗隆浩              | 藤谷奈美 北原安鶴紗 若山政志 二代目 手島勇人 臼田美夫 佐藤大輔 光の園・アニメーション                   | 6月12日        |
| 第十一話 | 彼女が知らないふりした理由     | 村井雄   | 小林一三     | 橋本みつお            | 丹澤学 錦戸未奈 林田多希 陳潔瓊 邱錦 趙親雲                                                             | 6月19日        |
| 第十二話 | 彼女が公爵邸に来た理由         | 広田光毅 | 小林一三     | 武藤信宏              | 相澤歩 Mubon Hyeong Jun Ryu Joong Hyeon                                                                 | 6月26日        |

### 放送局
| 放送期間                                                                                       | 放送時間                     | 放送局   | 対象地域 | 備考                                            |
| ---------------------------------------------------------------------------------------------- | ---------------------------- | -------- | -------- | ----------------------------------------------- |
| 2023年4月10日 - 6月26日                                                                        | 月曜 21:30 - 22:00           | AT-X     | 日本全域 | 製作参加 / CS放送 / 字幕放送 / リピート放送あり |
|                                                                                                | 月曜 22:00 - 22:30           | TOKYO MX | 東京都   |                                                 |
| 2023年4月11日 - 6月27日                                                                        | 火曜 0:00 - 0:30（月曜深夜） | BS11     | 日本全域 | BS放送 / 『ANIME+』枠                           |
| AT-Xでは本放送前週に特別番組『TVアニメ「彼女が公爵邸に行った理由」放送直前スペシャル』を放送。 |                              |          |          |                                                 |

| 配信開始日    | 配信時間                   | 配信サイト |
| ------------- | -------------------------- | --- |
| 2023年4月10日 | 月曜 22:00 更新            | DMM TV |
| 2023年4月13日 | 木曜 22:00 更新            | U-NEXT アニメ放題 |
| 2023年4月15日 | 土曜 22:00 更新            | Netflix Amazon Prime Video dアニメストア （本店・ニコニコ支店・for Prime Video） ABEMA dTV Hulu FOD バンダイチャンネル AnimeFesta ひかりTV HAPPY!動画 |
| 2023年4月16日 | 日曜 0:00（土曜深夜） 更新 | TELASA J:COMオンデマンド auスマートパスプレミアム milplus                                                                                             |

### BD
| 巻 | 発売日        | 収録話         | 規格品番  |
| -- | ------------- | -------------- | --------- |
| 上 | 2023年7月26日 | 第1話 - 第6話  | FFXN-0001 |
| 下 | 2023年9月27日 | 第7話 - 第12話 | FFXN-0002 |